# Téseny
Téseny (horvátul: Tišnja) község Baranya vármegyében, a Sellyei járásban.

## Fekvése
Pécstől délnyugatra fekszik, a szomszédos települések: észak felől Velény, kelet felől Baksa, délkelet felől Tengeri, dél felől Bogádmindszent, délnyugat felől Ózdfalu, nyugat felől Kisasszonyfa, északnyugat felől pedig Gerde.

### Megközelítése
Csak közúton érhető el, Baksa vagy Kisasszonyfa felől, az 5803-as úton. Délkeleti határszélét érinti még az 5801-es út is.

## Története
Az egyutcás kis településen és környékén már a kőkorszakban és a bronzkorban is laktak emberek, lakóhelyük nyomait a falu határában tárták fel.
Téseny nevét az oklevelek 1330-ban említették először, Tesen formában, egy tanúskodó téseni nemes, Tésenyi László fia Péter nevében. 1332-ben a pápai tizedlajstrom említette nevét, 1400-ban pedig Töttösi László nevét említették itt az oklevelek.
A 16. századra már két részből, Kis- és Nagytésenyből álló falu Kistéseny nevű része elnéptelenedett, míg Nagytéseny a török hódoltság alatt is lakott maradt.

## Közélete

### Polgármesterei
- 1990–1994: Ifj. Németh József (független)[4]
- 1994–1998: Ifj. Németh József (független)[5]
- 1998–2002: Németh József (független)[6]
- 2002–2006: Németh József (független)[7]
- 2006–2010: Németh József (független)[8]
- 2010–2014: Németh József István (független)[9]
- 2014–2019: Dávodi Dóra (független)[10]
- 2019–2024: Dávodi Dóra (Fidesz-KDNP)[11]
- 2024– : Dávodi Dóra (Fidesz-KDNP)[1]

## Népesség
A település népességének változása:
| Lakosok száma | 305  | 294  | 305  | 286  | 277  | 289  | 281  | 292  |
|               | 2013 | 2014 | 2015 | 2019 | 2021 | 2022 | 2023 | 2024 |

A 2011-es népszámlálás során a lakosok 92,9%-a magyarnak, 21,6% cigánynak, 0,3% németnek mondta magát (6,8% nem nyilatkozott; a kettős identitások miatt a végösszeg nagyobb lehet 100%-nál). A vallási megoszlás a következő volt: római katolikus 44,3%, református 4,1%, evangélikus 0,3%, felekezeten kívüli 36,1% (15,2% nem nyilatkozott).
2022-ben a lakosság 91,7%-a vallotta magát magyarnak, 24,2% cigánynak, 0,3% románnak, 0,7% egyéb, nem hazai nemzetiségűnek (8,3% nem nyilatkozott; a kettős identitások miatt a végösszeg nagyobb lehet 100%-nál). Vallásuk szerint 35,6% volt római katolikus, 4,2% református, 0,3% evangélikus, 11,8% felekezeten kívüli (47,1% nem válaszolt).

## Nevezetességei

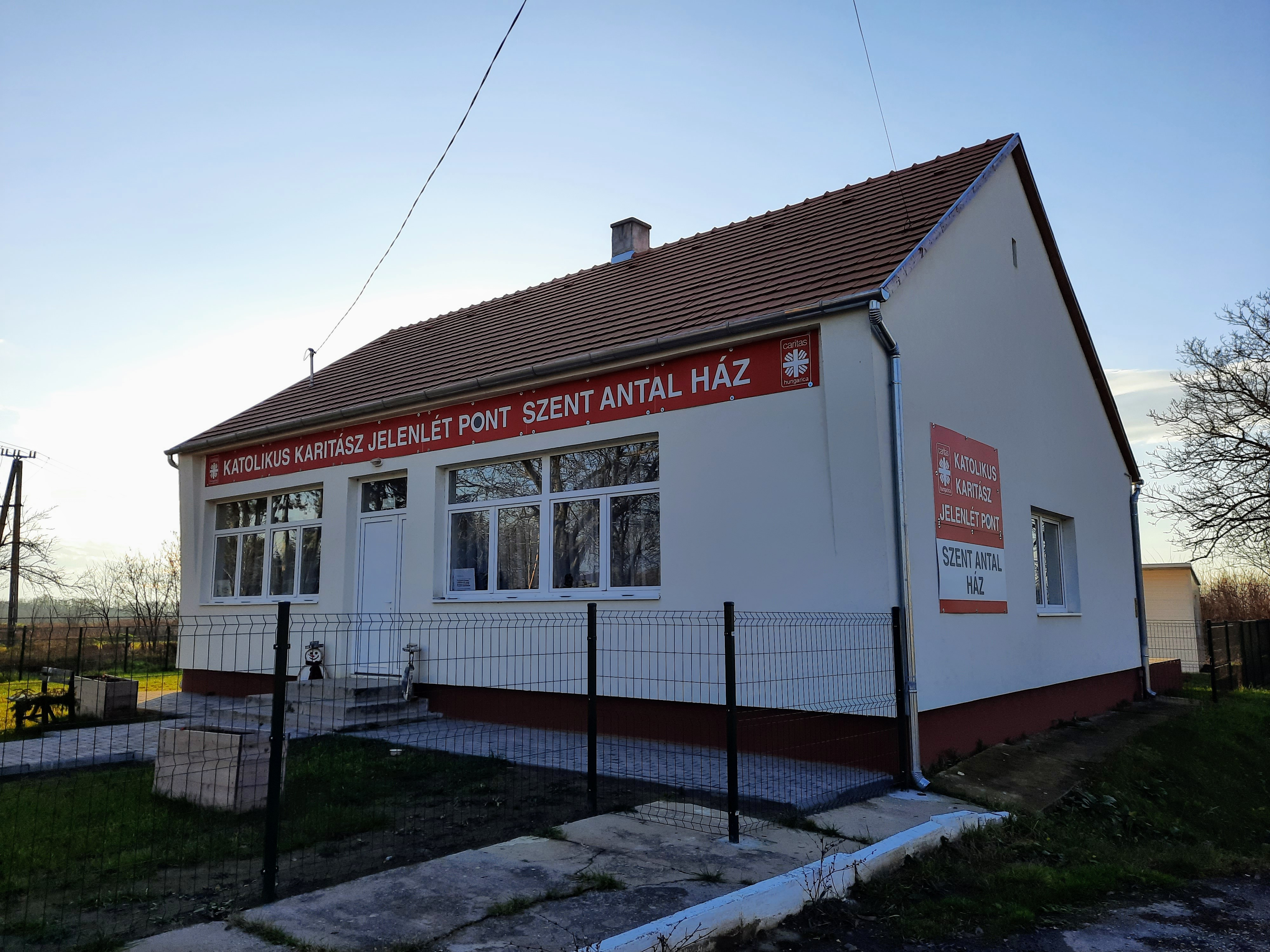
Katolikus Karitász épülete

- Katolikus harangláb – Szent Antal tiszteletére szentelték fel.

## Külső hivatkozások
- Téseny Önkormányzatának honlapja